# Tetragnatha paradoxa
Tetragnatha paradoxa är en spindelart som beskrevs av Yutaka Okuma 1992. Tetragnatha paradoxa ingår i släktet sträckkäkspindlar, och familjen käkspindlar.
Artens utbredningsområde är Costa Rica. Inga underarter finns listade i Catalogue of Life.